# Многоперки
Многоперките (Polypterus) са род животни от семейство Многоперкови (Polypteridae).
Таксонът е описан за пръв път от Бернар Жермен дьо Ласепед през 1803 година.

## Видове
- Polypterus ansorgii
- Polypterus bichir
- Polypterus congicus
- Polypterus delhezi
- Polypterus endlicherii
- Polypterus mokelembembe
- Polypterus ornatipinnis
- Polypterus palmas
- Polypterus polli
- Polypterus retropinnis
- Polypterus senegalus – Сенегалска многоперка
- Polypterus teugelsi
- Polypterus weeksii – Уиксов многопер